# La Découverte de l'enfant
La Découverte de l'enfant est un essai de la pédagogue italienne Maria Montessori publié en Italie en 1950, dans lequel elle résume les origines et les principales caractéristiques de la méthode Montessori, une méthode conçue par la pédagogue et diffusée ensuite dans des milliers d'écoles à travers le monde.
Ce livre est une réécriture d'un ouvrage antérieur, publié pour la première fois en 1909 et intitulé La méthode de pédagogie scientifique appliquée à l'éducation des enfants dans les maisons d'enfants. Ce livre a été réécrit et réédité pas moins de cinq fois, chaque fois qu'il a été mis à jour pour refléter les nouvelles expériences et techniques ; en particulier, il a été publié en 1909, 1913, 1926, 1935 et 1950. Le titre n'a été modifié que dans la dernière édition (1950), devenant La découverte de l'enfant.

## Intention de l'auteure
Maria Montessori, dans quelques passages du livre, prend soin d'expliquer qu'il ne s'agit pas d'une méthode et qu'elle ne doit pas être considérée comme telle, mais plutôt comme des lignes directrices à suivre et à partir desquelles de nouvelles méthodes peuvent être dérivées. Ce qui est rapporté, bien que normalement traité comme une méthode, n'est rien d'autre que les résultats et les conclusions tirés de l'observation scientifique de l'enfant et de son comportement.

## Expérience avec des enfants souffrant d'un retard mental
Comme le raconte le livre, sa première expérience dans un domaine très proche de la pédagogie a eu lieu à la clinique psychiatrique de l'université de Rome, où Montessori, à la charnière des XIXe et XXe siècles, a travaillé comme médecin et assistante. Au cours de cette expérience, elle a été en contact avec des enfants mentalement retardés (qui sont désignés dans le livre par des termes qui, aujourd'hui, seraient pour le moins péjoratifs, à savoir « enfants déficients » ou « enfants idiots », mais qui, à l'époque, avaient un sens qui n'était pas nécessairement péjoratif). Le ministre de l'éducation de l'époque, Guido Baccelli, lui confia la tâche d'organiser des cours pour les enseignants sur la manière de traiter les enfants déficients (les « enfants phrénastiques »), cours qui se transformèrent par la suite en une véritable école, la « Scuola magistrale ortofrenica ». Pendant cette période, Montessori n'a pas seulement enseigné aux autres éducateurs et dirigé leur travail, mais c'est elle-même qui a enseigné aux enfants retardés à temps plein et sans relâche. Comme elle l'affirme dans son livre, cette expérience précoce a été « ma première et véritable qualification en pédagogie » et, dès 1898, année où elle a commencé à se consacrer à l'éducation des « enfants déficients », elle a commencé à se rendre compte que ces méthodes avaient une portée universelle et étaient « plus rationnelles » que celles utilisées à l'époque dans les écoles pour enfants normaux.
Au cours de cette période, il a largement utilisé et correctement appliqué la « méthode physiologique », conçue par Édouard Séguin pour l'éducation des enfants retardés. Cette méthode était basée sur les travaux antérieurs de Jean Marc Gaspard Itard, le professeur de Séguin, qui, pendant les années de la Révolution française, travaillait dans un institut pour sourds-muets et essayait également d'éduquer un sauvage appelé Victor de l'Aveyron. La méthode physiologique constituera plus tard la base de la « méthode » Montessori.
Montessori, alors qu'il travaillait comme assistant à la clinique psychiatrique, a eu l'occasion de lire les livres de Séguin. La méthode physiologique conçue par le pédagogue était connue et répandue dans les cliniques psychiatriques au début du 20e siècle, mais elle était rarement appliquée correctement. Montessori est également envoyée dans des cliniques psychiatriques à Paris (Bicêtre) et à Londres pour une comparaison avec les méthodes appliquées dans les écoles et constate à cette occasion que la méthode physiologique n'est pas non plus appliquée à l'étranger. Le texte est connu et lu, mais n'est peut-être pas bien compris. Les éducateurs, plutôt que de suivre Séguin, préfèrent employer avec les enfants déficients les mêmes méthodes que dans les écoles traditionnelles.
Montessori a compris que la « méthode physiologique » n'était pas seulement une « technique », mais aussi un « esprit ». L'enseignante devait veiller à la modulation de sa voix, soigner sa tenue vestimentaire et, dans un certain sens, « charmer » le spectateur. Ces méthodes ont permis d'« ouvrir » l'âme des enfants malheureux de la clinique psychiatrique. Dans l'ouvrage, Montessori cite Séguin : « Ce qu'on appelle l'encouragement, le réconfort, l'amour, le respect, sont des leviers de l'âme humaine : et celui qui fait de son mieux à cet égard, plus il renouvelle et vivifie la vie autour de lui ».
Le matériel de développement utilisé pour les « enfants déficients », dérivé des travaux d'Itard et de Séguin et partiellement enrichi par de nouvelles idées de Montessori elle-même, a également fini par être adapté efficacement à l'enseignement dans les écoles pour enfants dits normaux.

## La pédagogie scientifique
Montessori a commencé son étude pédagogique des enfants (d'abord des enfants avec un quotient intellectuel bas, puis des enfants avec un quotient plus haut) au début du 20e siècle. À cette époque, la pédagogie était davantage une discipline philosophique que proprement scientifique.
Certains savants avaient commencé à parler d'une refondation de la pédagogie sur une base scientifique, et parmi eux Giuseppe Sergi, le maître de Montessori, se distinguait. Il avait perçu la nécessité de renouveler les méthodes d'éducation et d'instruction, ajoutant que « celui qui lutte pour cela lutte pour la régénération de l'homme ».
Cependant, les élèves de Sergi avaient peut-être pris ses enseignements un peu trop au pied de la lettre, confondant pédagogie scientifique et anthropologie pédagogique. En d'autres termes, ils pensaient que la pédagogie scientifique consistait à collecter les données biométriques des enfants (taille, poids, etc.) et à les étudier en relation avec l'éducation, à la recherche des facteurs susceptibles de favoriser le développement physique et psychique de l'enfant. Cette approche, qui suit servilement les méthodes utilisées dans les sciences empiriques, est jugée par Montessori insuffisante à des fins pédagogiques.

## Influences sur la pensée de Montessori
La pensée et les méthodes développées par Montessori s'appuient sur les travaux de pédagogues antérieurs. Maria Montessori a sans aucun doute le mérite d'avoir compris que les méthodes qui « libèrent » l'enfant et libèrent sa créativité sont plus efficaces que les méthodes répressives en vigueur à l'époque ; toutefois, certains précurseurs du 19e siècle étaient parvenus à des conclusions similaires, bien que suivant une approche nettement plus philosophique (par exemple, le mouvement de l'éducation nouvelle, John Dewey et même Lev Tolstoï). Dans le livre La découverte de l'enfant, c'est Montessori elle-même qui mentionne les pédagogues et éducateurs qui l'ont inspirée. Ces derniers sont :
- Jean Marc Gaspard Itard (1774-1838) ;
- Édouard Séguin (1812-1880) ;
- Giuseppe Sergi (1841-1936) ;
- Wilhelm Wundt (1832-1920).

## La première Maison des enfants
Peu à peu, Montessori a commencé à s'intéresser aux enfants normaux plutôt qu'aux enfants souffrant d'un retard mental. Elle s'inscrit d'abord à la faculté de philosophie afin d'approfondir ses connaissances dans le domaine de la pédagogie. Dès 1907, Montessori a eu l'occasion de tester directement sur des enfants normaux les méthodes d'enseignement qu'elle avait mises au point avec des enfants souffrant d'un retard mental. Auparavant, alors qu'elle travaillait dans une clinique psychiatrique, elle s'était progressivement rendu compte que cette méthode pouvait également être utilisée de manière efficace avec des enfants normaux. Fin 1906, le directeur de l'Istituto dei Beni Stabili de Rome lui confie la mission de diriger la création de jardins d'enfants dans le quartier de San Lorenzo, une zone dégradée et délabrée que l'Institut souhaite réhabiliter tant sur le plan urbanistique que sur le plan social. 
La création des jardins d'enfants, appelés pour l'occasion « Maisons d'enfants » afin de souligner qu'il s'agit d'une expérience d'« école à la maison », s'inscrit dans le cadre de l'amélioration sociale des habitants du quartier. Leur statut social était bas et beaucoup d'entre eux vivaient d'emplois « occasionnels » ou étaient au chômage. Le titre de « maison des enfants » a été utilisé à partir de ce moment-là par Montessori pour désigner les jardins d'enfants qui utilisaient correctement le système qu'elle avait conçu.
Dans les années qui suivent et même après la mort de Montessori, les Maisons d'enfants se répandent en Italie et à l'étranger, grâce aussi à l'intense activité promotionnelle de Montessori elle-même qui, par ses voyages, ses débats et ses conférences, en favorise la diffusion jusqu'en Inde.

## L'environnement
Dans le livre, Montessori donne quelques indications sur l'environnement propice à l'apprentissage, sans toutefois entrer dans les détails et en laissant toute liberté aux enseignants. Tous les objets avec lesquels l'enfant interagit doivent être « à la taille de l'enfant », c'est-à-dire avoir des dimensions telles qu'ils puissent être utilisés sans difficulté par l'enfant. Les lavabos, les bureaux, les chaises, les buffets et les tapis sont réduits pour répondre aux besoins de l'enfant.
En outre, l'environnement doit être limité, c'est-à-dire qu'il doit contenir autant d'objets que l'enfant peut en utiliser, ni plus ni moins. Un environnement trop petit ou trop pauvre ne permet pas à l'enfant d'interagir avec un nombre suffisant d'objets et d'apprendre d'eux, tandis qu'un environnement trop grand ou trop riche ne permet pas à l'enfant de se concentrer sur certains objets suffisamment longtemps pour les maîtriser. Une erreur souvent commise est de croire que les enfants aisés (qui vivent donc dans un environnement plus riche et plus étendu) ont une meilleure éducation que les enfants qui vivent dans un environnement plus limité (mais pas trop limité ou maigre).

## Le matériel facilitant le développement
Le matériel de développement n'est rien d'autre que l'ensemble des outils contenus dans les maisons des enfants, avec l'intention pédagogique d'apprendre aux enfants à faire quelque chose. Leur utilisation ne peut en aucun cas être imposée, mais doit relever du libre choix de l'enfant, qui en choisit un de manière indépendante et sans aucun conditionnement extérieur. Des exemples sont les métiers à tisser pour apprendre aux enfants à boutonner des boutons, ou les cartes pour enseigner l'alphabet. Maria Montessori a élaboré une grande quantité de matériel de développement, en s'appuyant en partie sur les expériences antérieures de Séguin et d'Itard et en développant ses propres méthodes. Les deux chercheurs n'avaient pas fourni de lignes directrices ou de suggestions particulières pour le matériel de développement à utiliser dans l'enseignement de la lecture et de l'écriture aux enfants, et Montessori a créé son propre matériel.
Montessori a également tracé certaines caractéristiques du matériel de développement comme suit : 
- isoler les caractéristiques individuelles (par exemple, l'odeur, la couleur, la température) ;
- contenir la solution (le jeu lui-même doit permettre à l'enfant de comprendre si la solution est bonne ou mauvaise - vérification des erreurs) ;
- esthétiquement plaisant ;
- capable de faire réaliser une activité à l'enfant ;
- limité.

## La méthode
Comme le raconte le livre, à l'époque de Montessori, l'école impliquait une discipline stricte. Les enseignants exerçaient un contrôle étroit sur les mouvements et les actions des enfants, ce qui étouffait leurs moindres gestes spontanés. L'un des piliers de l'enseignement de Montessori était la « discipline active », qui consistait essentiellement à « libérer l'enfant », à le laisser libre d'agir spontanément et à ne réprimer que les actions « inutiles ou nuisibles », telles que les actions dangereuses pour l'enfant ou pour les autres, et celles qui étaient violentes ou abusives.
Le système des récompenses et des punitions est également critiqué par Montessori, qui déclare qu'au départ, elle pensait également qu'ils étaient utiles à des fins pédagogiques. Les récompenses, et surtout les punitions, sont non seulement inutiles, mais aussi nuisibles, car elles placent l'enfant sur le « faux chemin de la vanité ». Le seul moteur capable de faire avancer l'enfant, la seule force réelle capable de soulever des montagnes selon Montessori, c'est la force intérieure, la vocation.
Les enfants restent libres d'utiliser le matériel d'éveil de leur choix et de jouer avec aussi longtemps qu'ils le souhaitent, mais il faut éviter que l'enfant le donne à d'autres enfants ou que d'autres le prennent, car cela les mettrait en concurrence. En outre, chaque matériel d'éveil doit avoir une place clairement définie et l'enfant doit le prendre et le ranger de manière autonome. Lorsqu'un jouet est utilisé par un autre enfant, pour les autres, c'est comme si le jouet n'existait pas et ils ne pourront l'utiliser que lorsqu'il sera redevenu libre.

## La maison d'enfants comme outil d'émancipation des femmes
L'ouvrage contient également, en ses annexes, le discours inaugural prononcé par Montessori à l'occasion de l'ouverture d'une maison d'enfants en 1907, discours que Montessori a prononcé à l'occasion de l'ouverture de la deuxième maison d'enfants dans le quartier de San Lorenzo à Rome. Dans ce discours, l'histoire récente du quartier de San Lorenzo est décrite, son état de délabrement à la suite de la crise de la construction des années 1888-1890, et le travail « admirable » de rénovation et de réaménagement effectué par l'Istituto dei Beni Stabili de Rome. C'est dans ce quartier qu'ont été créées les premières maisons d'enfants, dont Montessori énumère les bénéfices pour la communauté.
L'un de ces avantages est l'émancipation des femmes, un thème fortement ressenti par Maria Montessori, qui voyait également dans les maisons d'enfants un moyen pour les femmes de travailler, de devenir indépendantes et de contribuer financièrement aux besoins de leur famille. Les maisons d'enfants auraient permis aux mères de laisser leurs enfants dans une « école à la maison », et l'environnement affectueux qui les caractérisait les aurait certainement calmés. Les maisons d'enfants devaient être créées à proximité de chaque foyer ou, si possible, à l'intérieur même de chaque immeuble.
La pensée de Montessori va encore plus loin, prédisant que dans le futur, d'autres « problèmes du féminisme qui semblaient insolubles pour beaucoup » seront résolus. En particulier, les fonctions traditionnellement attribuées aux femmes (et en particulier aux mères) seraient peut-être à l'avenir « socialisées » (c'est-à-dire assurées en commun au sein de chaque immeuble) ; parmi elles, la cuisine, avec la mise en place d'un service de cantine en copropriété capable d'apporter les aliments dans chaque logement par le biais d'un ascenseur (comme cela a déjà été expérimenté aux États-Unis). Les soins aux malades pourraient également être socialisés, ce qui permettrait d'alléger considérablement le travail domestique des femmes. Montessori prédit que la présence d'une infirmerie dans chaque immeuble permettrait d'isoler efficacement un enfant ou un mari atteint d'une maladie infectieuse (comme la rougeole) et d'éviter la contagion aux autres membres de la famille, plus que la mère elle-même ne pourrait le faire, ce qui présenterait des avantages économiques et hygiéniques : « La nouvelle femme, tel un papillon sorti de la chrysalide, se sera libérée de tous les attributs qui la rendaient autrefois désirable pour l'homme en tant que source de bien-être matériel de l'existence. Elle sera, comme l'homme, un individu libre, un travailleur social, et comme l'homme, elle cherchera le confort et le repos dans un foyer renouvelé et réformé. Pour elle-même, elle voudra être aimée, et non comme un moyen de bien-être et de repos ».

## Influences religieuses
Dans La découverte de l'enfant, comme dans ses autres œuvres, les références à l'éducation et à l'élévation « morale et religieuse » ne sont pas rares. Dans le livre, l'aspect où la religiosité et le désir d'inspirer des sentiments moraux et religieux élevés à l'enfant apparaissent peut-être le plus clairement est le choix d'un tableau italien à accrocher dans les maisons des enfants. Le tableau choisi par Montessori est la Vierge à la chaise de Raphaël.
Maria Montessori a choisi ce tableau pour plusieurs raisons. Il aurait inspiré des sentiments religieux aux enfants, même s'ils n'étaient pas encore en mesure de comprendre la signification du tableau. En outre, Montessori l'a également choisi parce que, si sa méthode s'était répandue dans le monde entier, ce tableau aurait rappelé à tous que l'école et la méthode Montessori avaient des origines italiennes.